# I'm a Rebel
I'm a Rebel je druhé studiové album německé heavymetalové skupiny Accept, vydané v červnu roku 1980 prostřednictvím hudebního vydavatelství Brain Metronome GmbH. Jde o první z několika alb skupiny, které produkoval Dirk Steffens. Nahráno bylo od října do prosince 1979 ve studiu Delta-Studio v německém Wilsteru.

## Seznam skladeb
| Pořadí | Název                 | Autor                                              | Délka |
| ------ | --------------------- | -------------------------------------------------- | ----- |
| 1.     | I'm a Rebel           | George Alexander                                   | 3:57  |
| 2.     | Save Us               | Dirkschneider, Baltes, Hoffmann, Fischer, Kaufmann | 4:33  |
| 3.     | No Time to Lose       | Dirkschneider, Baltes, Hoffmann, Fischer, Kaufmann | 4:35  |
| 4.     | Thunder and Lightning | Dirkschneider, Baltes, Hoffmann, Fischer, Kaufmann | 4:01  |
| 5.     | China Lady            | Dirkschneider, Baltes, Hoffmann, Fischer, Kaufmann | 3:56  |
| 6.     | I Wanna Be No Hero    | Dirkschneider, Baltes, Hoffmann, Fischer, Kaufmann | 4:00  |
| 7.     | The King              | Dirkschneider, Baltes, Hoffmann, Fischer, Kaufmann | 4:10  |
| 8.     | Do It                 | Dirkschneider, Baltes, Hoffmann, Fischer, Kaufmann | 4:11  |

## Obsazení
- Udo Dirkschneider – zpěv
- Wolf Hoffmann – kytara
- Jörg Fischer – kytara
- Peter Baltes – baskytara, zpěv
- Stefan Kaufmann – bicí